# Bescanó
Bescanó est une commune de la comarque de Gironès dans la province de Gérone en Catalogne (Espagne).